# Федово (Бєжаницький район)
Федово (рос. Федово) — присілок в Бєжаницькому районі Псковської області Російської Федерації.
Населення становить 10 осіб. Входить до складу муніципального утворення Лющикська волость.

## Історія
Від 2005 року входить до складу муніципального утворення Лющикська волость.

## Населення
| 2001 | 2002 | 2010 |
| ---- | ---- | ---- |
| 25   | ↘23  | ↘10  |